# Charley van de Weerd
Anton (Charley) van de Weerd (Wageningen, 18 januari 1922 - aldaar, 3 februari 2008) was een Nederlands voetballer.
Van de Weerd speelde tussen 1940 en 1961 voor FC Wageningen. Hij onderbrak die periode door een seizoen bij De Graafschap te spelen. Met Wageningen won hij in 1948 de KNVB beker.
Hij speelde meer dan 600 wedstrijden en was eenmaal geselecteerd voor het Nederlands elftal maar tot een debuut kwam het niet. Op jonge leeftijd liet hij zich Charley in plaats van Anton noemen omdat vriendjes hem op Charley Chaplin vonden lijken wat zijn grappige bewegingen betreft. Na zijn actieve loopbaan runde hij een sportzaak in Wageningen. Van de Weerd, die de titel Wagenings voetballer van de eeuw kreeg, werd 86 jaar.

## Carrièrestatistieken
| Seizoen         | Club            | Land            | Competitie        | Competitie | Competitie | Beker | Beker | Internationaal | Internationaal | Overig | Overig | Totaal | Totaal |
| Seizoen         | Club            | Land            | Competitie        | Wed.       | Dlp.       | Wed.  | Dlp.  | Wed.           | Dlp.           | Wed.   | Dlp.   | Wed.   | Dlp.   |
| --------------- | --------------- | --------------- | ----------------- | ---------- | ---------- | ----- | ----- | -------------- | -------------- | ------ | ------ | ------ | ------ |
| 1954/55         | De Graafschap   | Nederland       | NBVB (Afgebroken) | –          | 2          | –     | –     | 0              | 0              | 0      | 0      | –      | 2      |
| 1954/55         | De Graafschap   | Nederland       | Eerste klasse D   | –          | 12         | –     | –     | 0              | 0              | 0      | 0      | –      | 12     |
| 1955/56         | Wageningen      | Nederland       | Eerste klasse B   | –          | 15         | –     | –     | 0              | 0              | 0      | 0      | –      | 15     |
| 1956/57         | Wageningen      | Nederland       | Eerste divisie A  | –          | 21         | 1     | 2     | 0              | 0              | 0      | 0      | –      | 23     |
| 1957/58         | Wageningen      | Nederland       | Eerste divisie B  | –          | 18         | 6     | 9     | 0              | 0              | 0      | 0      | –      | 27     |
| 1958/59         | Wageningen      | Nederland       | Eerste divisie A  | –          | 13         | –     | 1     | 0              | 0              | 0      | 0      | –      | 14     |
| 1959/60         | Wageningen      | Nederland       | Eerste divisie A  | –          | 10         | –     | –     | 0              | 0              | 0      | 0      | –      | 10     |
| 1960/61         | Wageningen      | Nederland       | Eerste divisie B  | –          | 10         | –     | 0     | 0              | 0              | 0      | 0      | –      | 10     |
| 1961/62         | Wageningen      | Nederland       | Eerste divisie B  | –          | 3          | –     | 0     | 0              | 0              | 0      | 0      | –      | 3      |
| Carrière totaal | Carrière totaal | Carrière totaal | Carrière totaal   | –          | 104        | –     | 12    | 0              | 0              | 0      | 0      | –      | 116    |